# Єнукідзе Гурам Миколайович
Гурам Миколайович Єнукідзе (1930, місто Тифліс, тепер Тбілісі, Грузія — 2011, місто Тбілісі, Грузія) — грузинський радянський державний діяч, секретар ЦК КП Грузії. Депутат Верховної ради Грузинської РСР 9—11-го скликань.

## Життєпис
Народився в родині службовців. Батьки, Микола Єнукідзе і Ніна Еліава-Єнукідзе, були репресовані в 1937 році. Гурам Єнукідзе виховувався в родині грузинського письменника Симона Чиковані. Закінчив середню школу в місті Тбілісі.
Після закінчення школи до 1952 року служив у Радянській армії (в місті Кобулеті Грузинської РСР).
У 1956 році закінчив філософський факультет Тбіліського державного університету.
У 1956—1963 роках — на комсомольській роботі: секретар комітету комсомолу технікуму в місті Тбілісі; завідувач відділу студентської молоді Орджонікідзевського районного комітету ЛКСМ Грузії міста Тбілісі; інструктор, заступник завідувача відділу агітації і пропаганди ЦК ЛКСМ Грузії.
Член КПРС з 1959 року.
З 1963 по січень 1966 року — секретар партійної організації кіностудії «Грузія-фільм» у місті Тбілісі.
У січні 1966 — січні 1972 року — секретар, у січні — квітні 1972 року — 2-й секретар Першотравневого районного комітету КП Грузії міста Тбілісі.
У квітні 1972 — лютому 1973 року — завідувач відділу агітації і пропаганди Тбіліського міського комітету КП Грузії.
У лютому 1973 — 1974 року — 1-й секретар Калінінського районного комітету КП Грузії міста Тбілісі.
У 1974—1976 роках — слухач Академії суспільних наук при ЦК КПРС у Москві.
9 березня 1976 — 10 січня 1979 року — голова Державного комітету Ради міністрів Грузинської РСР по телебаченню і радіомовленню.
19 грудня 1978 — 29 травня 1988 року — секретар ЦК КП Грузії з питань ідеології.
27 травня 1988 — 1990 року — міністр народної освіти Грузинської РСР.
З 1990 року — на пенсії в місті Тбілісі. Обирався депутатом Тбіліських міських зборів.
Помер у 2011 році в місті Тбілісі.

## Нагороди
- орден Дружби народів
- медалі